# Vittorio Amedeo III di Savoia
Vittorio Amedeo III di Savoia (Torino, 26 giugno 1726 – Moncalieri, 16 ottobre 1796) fu re di Sardegna, duca di Savoia, e sovrano dello Stato sabaudo dal 1773 al 1796.
Figlio di Carlo Emanuele III e di Polissena d'Assia-Rheinfels-Rotenburg, sposò nel 1750 Maria Antonietta di Spagna (1729-1785), figlia più giovane di Filippo V di Spagna e Elisabetta Farnese. Salì al trono nel 1773 e, per quanto di spirito conservatore, portò avanti nel suo regno numerose riforme amministrative sino alla dichiarazione di guerra alla Francia rivoluzionaria nel 1792.
Fu il padre degli ultimi tre re di Sardegna del ramo principale dei Savoia (Carlo Emanuele IV, Vittorio Emanuele I e Carlo Felice); nel 1831 i Savoia-Carignano succedettero al ramo principale in mancanza di eredi.

## Biografia

### Infanzia ed educazione

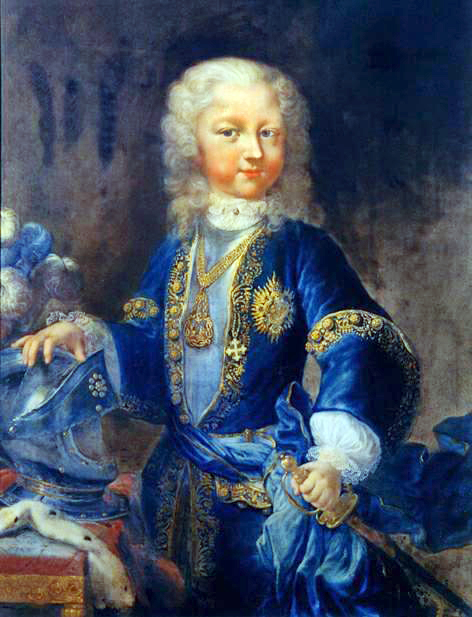
Vittorio Amedeo III raffigurato a sette anni in un ritratto della Clementina firmato e datato 1733, oggi al castello di Stupinigi

Vittorio Amedeo III era il figlio secondogenito, ma il primo tra i sopravvissuti, del re Carlo Emanuele III di Sardegna (1701-1773) e della sua seconda moglie, la langravia Polissena d'Assia-Rheinfels-Rotenburg (1706-1735).
Per parte di padre era nipote del duca e re Vittorio Amedeo II e discendente per parte di sua nonna Anna Maria di Borbone-Orléans (1663-1728) dalla casata reale francese e di quella inglese. Attraverso sua madre, invece, Vittorio Amedeo era imparentato coi langravi d'Assia, nel Sacro Romano Impero: suo nonno era il langravio Ernesto Leopoldo d'Assia-Rheinfels-Rotenburg (1684-1749) e sua nonna la contessa Eleonora Maria di Löwenstein-Wertheim-Rochefort (1686-1753), figlia di Massimiliano Carlo di Löwenstein-Wertheim-Rochefort, governatore militare del ducato di Milano sotto gli austriaci. Suo cugino Vittorio Amedeo d'Assia-Rotenburg verrà così chiamato in suo onore.
Di indole buona, spesso ingenua, Vittorio Amedeo III si fece amare dai suoi sudditi per la sua prodigalità, spesso rimproveratagli dal padre Carlo Emanuele III il quale, ad ogni modo, fece di tutto per tenerlo lontano dalla vita politica e dalle questioni di stato del suo regno, individuando forse quel germe di scarsa maturità politica che emergerà negli anni della sua maturità al governo.
La sua educazione venne seguita, come quella di tutti i principi reali dell'epoca, da Giacinto Sigismondo Gerdil (futuro cardinale) e segnata dalla formazione militare: questa rimase fortemente nella persona di Vittorio Amedeo, al punto che, una volta re di Sardegna, amò circondarsi sempre dei suoi soldati, sentendosi punto nell'orgoglio se qualche visitatore straniero avesse avuto da criticare il suo esercito. Amava nondimeno circondarsi di intellettuali e ministri del calibro del savoiardo marchese Vicardel di Fleury (che era stato uno dei suoi insegnanti), il che faceva ben presagire per il suo futuro governo.

### L'ascesa al trono e i primi provvedimenti

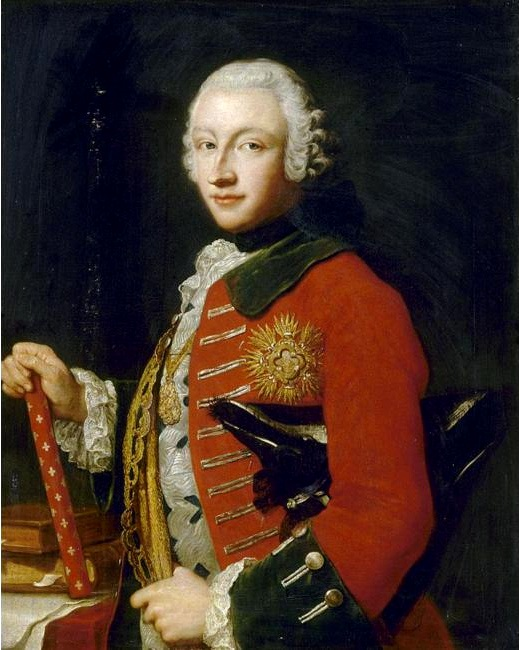
Vittorio Amedeo III in un ritratto di Maria Giovanna Clementi

Appena ottenuto lo scettro del regno di Sardegna dopo la morte di suo padre nel 1773, ad ogni modo, Vittorio Amedeo prese alcuni provvedimenti personali che ebbero poi pesanti conseguenze sul suo governo. Da subito licenziò il ministro Lascaris e il conte Bogino, che tanto avevano realizzato sotto il regno del re suo padre, preferendo invece affidarsi alla guida del barone di Chiavarina e del marchese d'Aigueblanche, persone mediocri e senza alcuna esperienza di governo. L'Aigueblanche fu per i primi anni del regno di Vittorio Amedeo il primo ministro. Ripose fiducia anche in Giuseppe Baretti. Fermamente deciso a perseguire su questa linea, Vittorio Amedeo III rimase chiuso ad ogni tentativo di rinnovamento dei suoi Stati, come del resto stava facendo anche la monarchia francese (alla quale era saldamente legato da vincoli matrimoniali e ideali).
Proprio per questi motivi, in Sardegna scoppiarono sanguinose rivolte contro il governo sabaudo, mentre sia nel Piemonte che nella stessa Savoia si manifestavano sintomi rivoluzionari.
A questi gravi errori si aggiunse la riforma dell'esercito, già perfezionato da Carlo Emanuele III per renderlo più simile a quello prussiano. Sfortunatamente l'operazione venne eseguita in malo modo, al punto che risultò necessario ricominciare tutto da capo.

### Politica interna
Durante la prima parte del suo regno, Vittorio Amedeo III sviluppò un'attitudine in politica interna ad affidarsi sostanzialmente al governo dei suoi ministri, investendo invece molte forze personali nella politica estera. La sua principale preoccupazione fu sempre e comunque quella di evitare lo scoppio di malumori all'interno del suo regno, ed in particolare tra le classi più agiate che favorì in maniera indiscriminata.
Vittorio Amedeo III di Savoia istituì, inoltre, la Legione truppe leggere (1º ottobre 1774), quella che poi diverrà in seguito la Guardia di Finanza.
Nel campo delle arti e delle scienze, istituì un primo osservatorio astronomico a Torino, ripristinò le scuole di pittura e scultura (1778) e dotò l'accademia delle scienze di Torino.
Nel 1786 Vittorio Amedeo III decise di spostare i resti della maggior parte dei suoi antenati e dei suoi parenti nella Basilica di Superga dove anch'egli riposa tutt'oggi. Il 21 maggio 1793 istituì la medaglia d'oro al valor militare, adottata successivamente anche dal regno d'Italia. Vittorio Amedeo III incoraggiò l'estensione dell'Orto Botanico dell'Università di Torino come pure della Società Agraria di Torino che egli stesso aveva creato nel 1785.

### Provvedimenti urbanistici

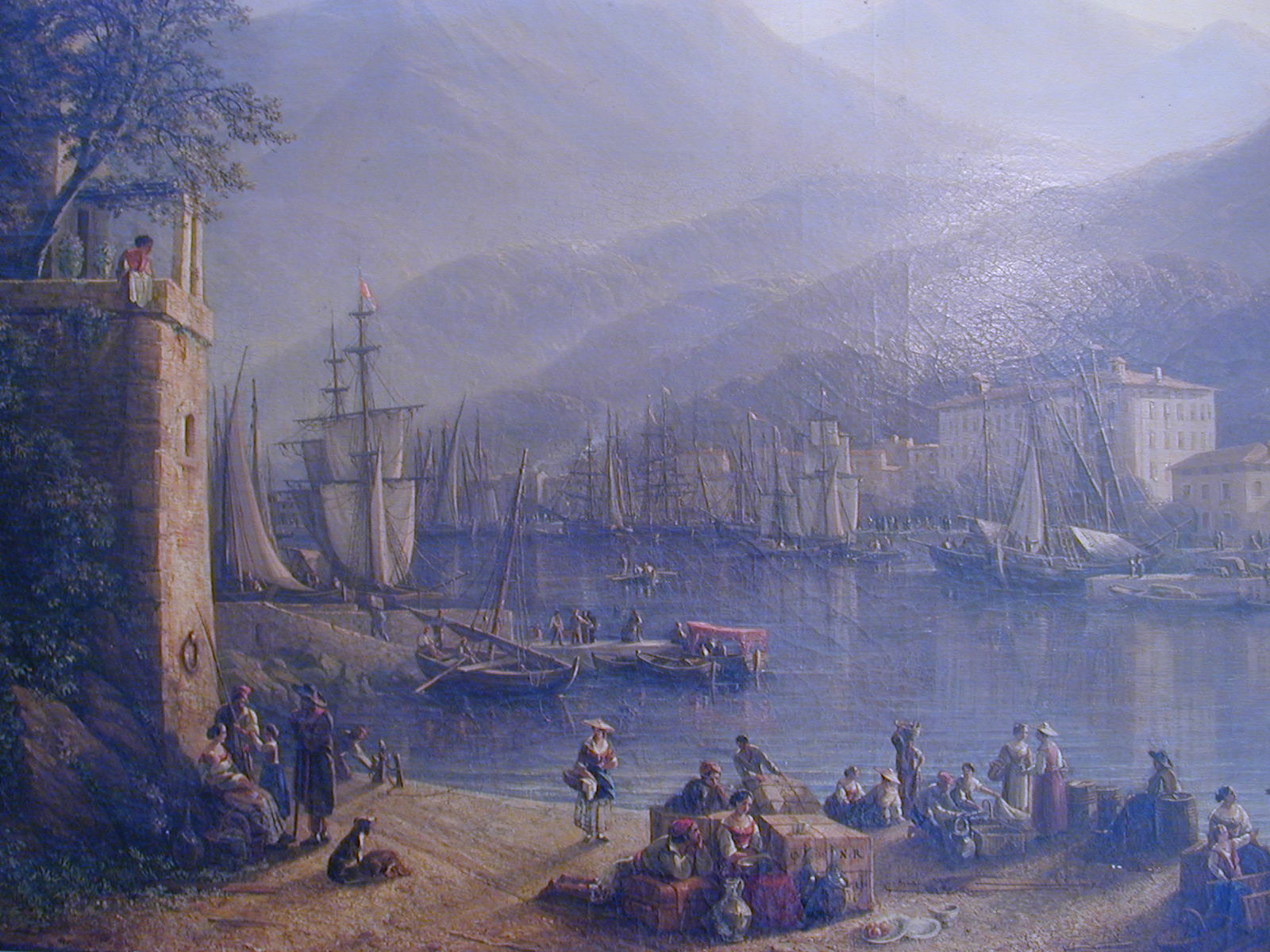
Il porto di Nizza, di Isidore Dagnan (1800 circa)

Interessato da sempre all'architettura, quando Vittorio Amedeo salì al trono piemontese fece subito apportare migliorie a diverse strutture pubbliche dei suoi domini come ad esempio il rifacimento del porto di Nizza, la costruzione delle dighe sull'Arce e la costruzione della strada della Côte d'Azure, dirigendo inoltre personalmente la nuova espansione della città di Torino a partire dal 1773; noto per la sua prodigalità, ebbe a cuore il benessere dei cittadini e si ricordano numerose iniziative da lui portate avanti, come quella dell'illuminazione notturna della città di Torino tramite lampade ad olio, vera novità per l'epoca: gli stranieri in visita alla capitale sabauda rimasero profondamente colpiti da questa novità.

### Politica estera

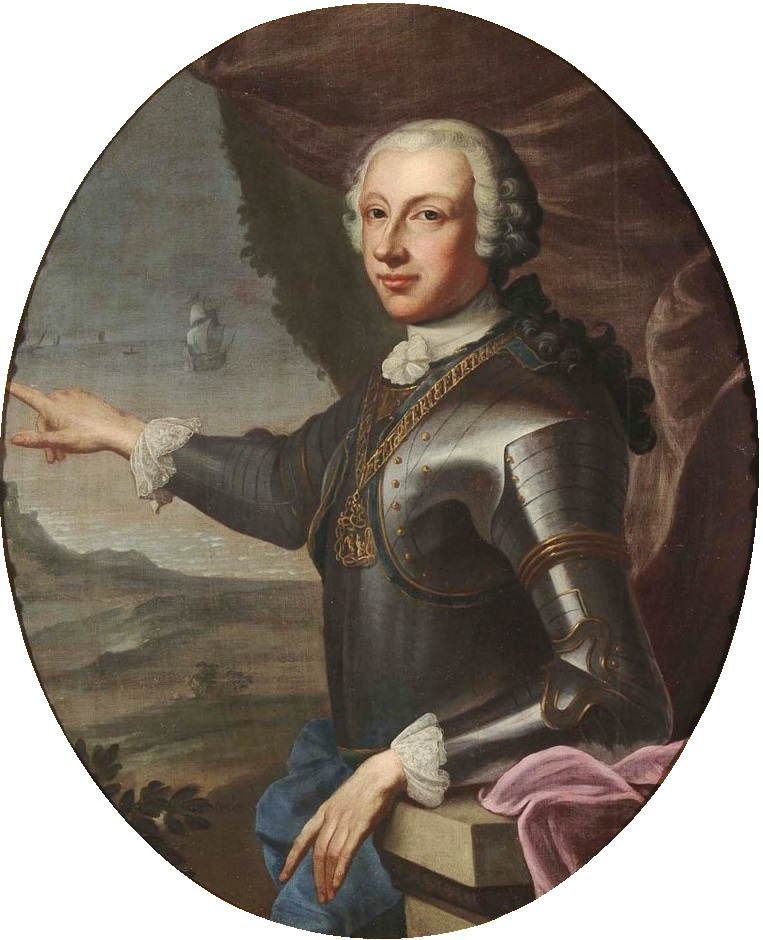
Vittorio Amedeo in tenuta militare

Uno dei primi obiettivi in campo di politica estera per Vittorio Amedeo salito al trono fu un'alleanza con la Prussia: si stava assistendo ad un inusuale avvicinamento tra Austria e Francia, cosa che avrebbe nuovamente stretto il piccolo Stato sabaudo in una morsa fatale e per questo al sovrano piemontese la scelta della Prussia, nemica giurata di entrambe le potenze, pareva la strada più sicura da percorrere. Secondo i progetti del primo ministro Perrone, Vittorio Amedeo avrebbe potuto stringere legami solidi con Federico II di Prussia così da comunicare chiaramente al sovrano prussiano che, in caso di attacco all'Austria, i sabaudi sarebbero stati pronti ad invadere nuovamente gli stati austriaci.
Il Piemonte, ad ogni modo, proseguì quasi parallelamente una politica di stretto apparentamento con la corona borbonica di Francia, e questo tornò utile, in particolare quando i propositi di alleanza con la Prussia (e, conseguentemente, con l'Inghilterra) vennero meno con la successione a Berlino del mediocre Federico Guglielmo II che nulla aveva da spartire con suo zio. Due principesse sabaude (su consiglio del viceré Filippo Ferrero della Marmora) sposarono rispettivamente i conti di Provenza e d'Artois, fratelli di Luigi XVI e, il 5 settembre 1775, vennero celebrate ufficialmente le nozze tra il principe di Piemonte, erede al trono, e Maria Clotilde di Borbone-Francia, sorella del re, non senza aver prima stipulato (il 20 gennaio 1775) un patto politico segreto di garanzia difensiva per lo stato sabaudo in caso di aggressioni esterne.
Sullo scacchiere europeo, intanto, andava profilandosi la crisi politica che insanguinò la Francia. Con la caduta delle teste degli aristocratici durante la Rivoluzione, caddero anche le speranze che Vittorio Amedeo aveva nutrito nell'imparentarsi con i Borboni per prevenire il crescente avvicinamento della corona francese all'Austria asburgica: seriamente unite le potenze europee sulla necessità di reprimere i moti rivoluzionari francesi, il regno di Sardegna si schierò senza indugi in questa direzione; Torino fu meta di numerosi nobili scampati ai massacri di Parigi. Quando Vittorio Amedeo seppe che molti savoiardi e nizzardi si erano uniti ai rivoluzionari a Parigi, prese provvedimenti drastici, raddoppiando la vigilanza su tutti gli scritti pubblicati nel suo regno, chiudendo la loggia massonica di Chambéry e ritirando nel 1790 l'ambasciatore sabaudo a Parigi, marchese di Cordon.

### Il declino dello Stato piemontese

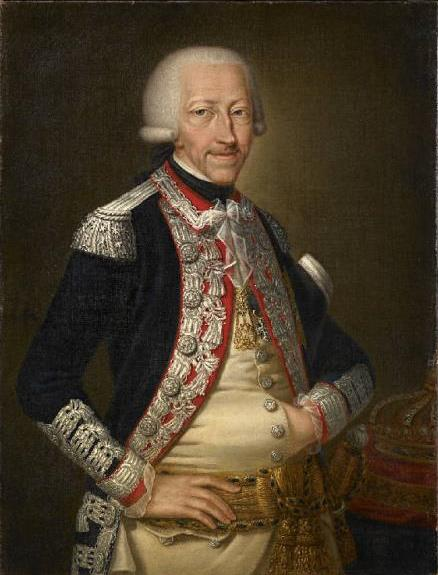
Vittorio Amedeo III in età avanzata in un ritratto di Giovanni Panealbo

Alleatosi con l'Austria, per contrastare l'avanzata delle idee rivoluzionarie francesi, Vittorio Amedeo III affidò il suo esercito a comandanti incompetenti. Cercando di sfruttare i fermenti contro-rivoluzionari di Tolone, Lione e Marsiglia, il re decise di marciare in Savoia e su Nizza per congiungersi con gli insorti di quelle città: la divisione delle armate fu la causa della disfatta. Ceduti i territori del novarese all'Austria (in cambio degli 8000 uomini ricevuti per il savoiardo) ed uscito dalla guerra, Vittorio Amedeo III vide sorgere in Piemonte club giacobini analoghi a quelli francesi, verso i quali provava profonda avversione.
Anche in questo frangente, la poca abilità diplomatica del suo governo si manifestò quando il generale francese Charles François Dumouriez gli propose un'alleanza anti-austriaca che avrebbe concesso agli stati sardi di emanciparsi finalmente dalla decennale morsa nella quale si trovavano stretti, ma il conservatorismo del re e la diffidenza dei suoi ministri nei confronti della Francia non monarchica valsero unicamente al fallimento del progetto.
Intanto nel 1794 anche la Sardegna era insorta sulla spinta dei rivoluzionari guidati da Giovanni Maria Angioy contro il governo sabaudo. Vittorio Amedeo III decise comunque di proseguire ostinatamente la lotta, giungendo addirittura a impegnare i gioielli della corona per ottenere, nell'inverno del 1795, un esercito austriaco comandato dal generale Johann Peter Beaulieu, affiancato dal generale Michelangelo Alessandro Colli-Marchini, i quali progettarono un piano di guerra che intendeva aggirare il nemico tagliandogli le vie di comunicazione con la Francia.
Ad ogni modo, nell'aprile 1796 il generale Napoleone Bonaparte, all'inizio della prima Campagna d'Italia, riuscì a sconfiggere i piemontesi nella battaglia di Millesimo e nella battaglia di Mondovì ed il 23 aprile entrò in Cherasco a seguito della resa del generale Colli, che chiese l'armistizio. Il generale Bonaparte, pur sostenendo di non essere autorizzato a trattare in nome del Direttorio, impose dure condizioni che Vittorio Amedeo, dopo la pesante sconfitta, dovette firmare il 28 aprile. L'armistizio di Cherasco implicava la cessione temporanea delle fortezze di Cuneo, Ceva, Alessandria e Tortona, la cessione definitiva alla Francia della Savoia, di Nizza, Breglio e Tenda, concedeva il libero passaggio delle truppe francesi attraverso l'Italia, imponeva al regno di Sardegna l'obbligo di rifiutare l'attracco nei propri porti a navi nemiche della Repubblica francese e l'asilo agli emigrati monarchici francesi, con l'espulsione di quelli già presenti sul territorio sabaudo.
Il 15 maggio la pace di Parigi confermava sostanzialmente i termini dell'armistizio; a favore del regno di Sardegna veniva invece nuovamente riconosciuta la sovranità sulla città di Alba, costituitasi nel frattempo in autonoma repubblica rivoluzionaria.
Nelle campagne piemontesi, intanto, stava succedendo il finimondo. Contadini che da sempre si erano schierati dalla parte della monarchia, protestando per le pessime condizioni delle campagne, soggette alle devastazioni della guerra, alle tasse sempre maggiori ed alle angherie delle cattive annate, diedero vita a vere e proprie bande armate che saccheggiarono a più riprese il territorio sabaudo, proclamando effimere repubbliche e venendo respinti con ferocia dai soldati inviati dal re, ormai incapace di gestire una situazione del tutto sfuggita di mano.

### Ultimi anni e morte
Vittorio Amedeo III, isolato e condannato da tutti, anche dai suoi più fedeli sostenitori di un tempo, colpito da apoplessia, morì settantenne nel 1796 nel castello di Moncalieri. Riposa nella cripta reale della basilica di Superga. Lasciava un regno allo sfascio economico, con le casse completamente svuotate, mutilato di due province fondamentali - la Savoia e Nizza - e devastato dalle correnti rivoluzionarie. Carlo Emanuele, il principe di Piemonte, era debole ed incapace di mantenere la situazione sotto controllo.
Secondo lo storico Aldo Alessandro Mola, come molti altri sovrani settecenteschi (tra cui lo stesso Luigi XVI e i suoi fratelli), Vittorio Amedeo III fece parte della massoneria.

## Giudizio storico

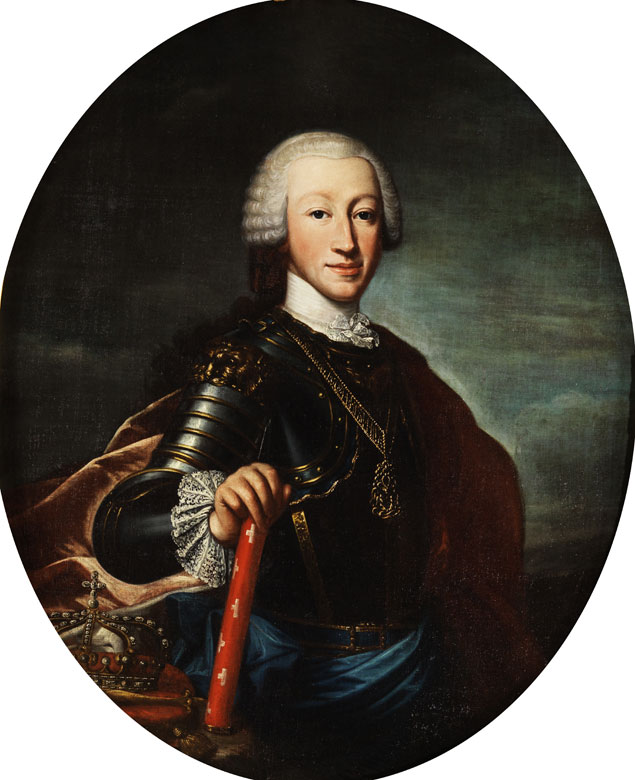
Ritratto di Vittorio Amedeo III

Il regno di Vittorio Amedeo III viene ricordato da molti storici per i negativi risultati degli ultimi anni del suo regno, quando cioè il Piemonte era ormai divenuto un campo di battaglia per le forze giacobine e le campagne erano in un pietoso stato di rivolta. A tal proposito, il poeta piemontese Carlo Botta gli dedicò un impietoso epitaffio:
che aveva ricevuto libero,

un erario povero

che aveva ereditato ricchissimo,

un esercito vinto

che gli era stato tramandato vittorioso.»
(Carlo Botta)
Andrebbe in realtà distinto il suo regno in due parti, con lo spartiacque nella Rivoluzione francese. Negli anni precedenti al 1789, infatti, Vittorio Amedeo III fu un monarca lodato per la sua magnanimità, prodigalità e intelligenza, ma circondato sostanzialmente da ministri inaffidabili che portarono lo Stato al crollo.

## Matrimonio e figli

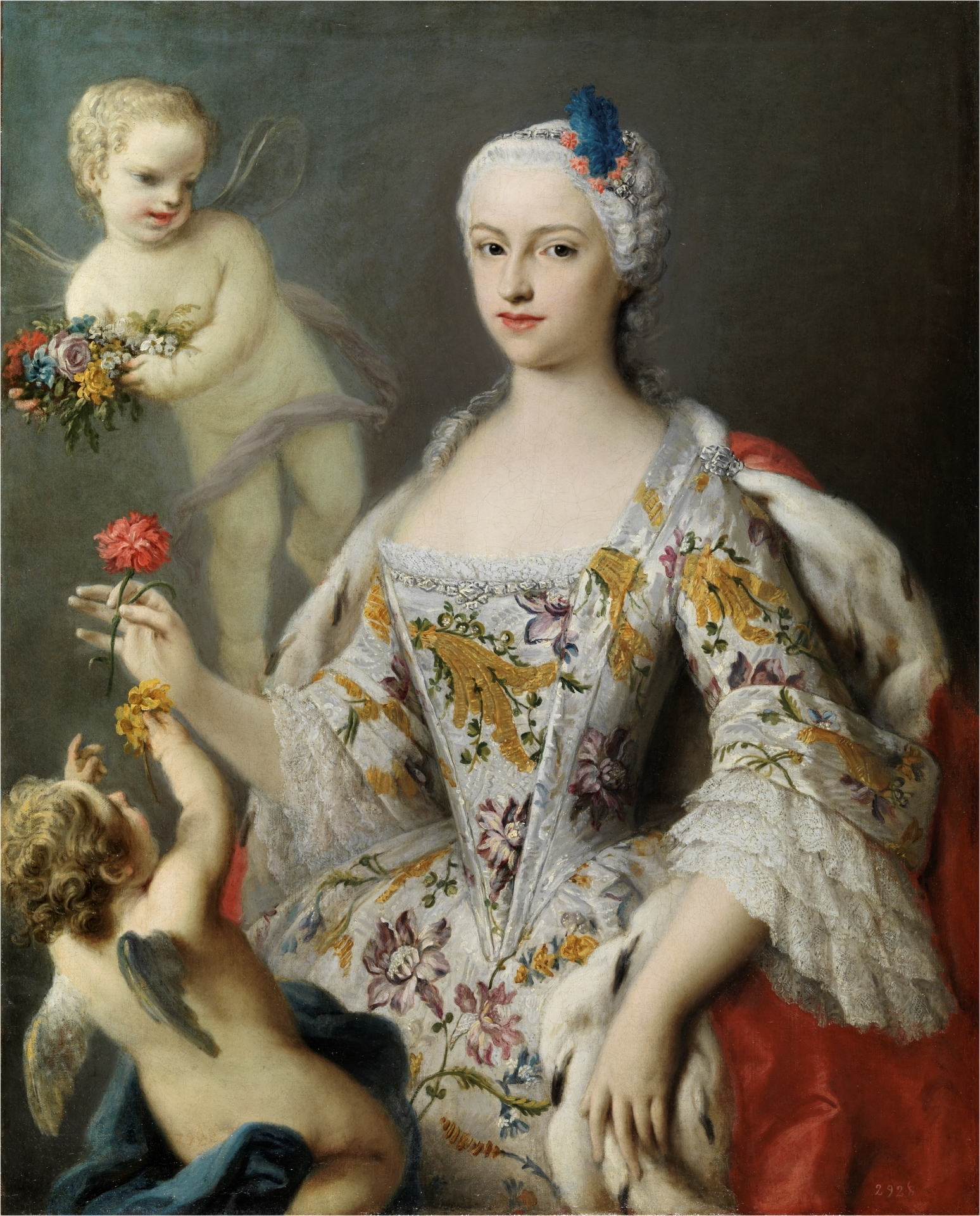
Maria Antonietta di Spagna, regina di Sardegna e moglie di Vittorio Amedeo III

Vittorio Amedeo III sposò l'infanta Maria Antonietta di Spagna, la più piccola delle figlie di re Filippo V di Spagna e di sua moglie, Elisabetta Farnese. Il matrimonio tra Vittorio Amedeo III e Maria Antonietta venne celebrato il 31 maggio 1750 a Oulx, in Val di Susa, e fu molto felice per tutta la vita che trascorsero insieme, ma fu all'epoca altrettanto impopolare tra la popolazione del regno sardo: esso era infatti stato organizzato dal fratellastro maggiore di Maria Antonietta, Ferdinando, come mezzo per rafforzare i rapporti diplomatici tra Madrid e Torino, dal momento che entrambi i regni avevano combattuto su fronti opposti durante la guerra di successione austriaca. L'infanta giungeva a Torino dopo essere stata in precedenza respinta dal delfino Luigi di Francia. A Torino, Maria Antonietta non riuscì mai ad avere una forte influenza sul marito, ma preferì vivere con lui una vita tranquilla, in compagnia di pensatori e politici di spirito moderno.
La coppia ebbe insieme dodici figli:

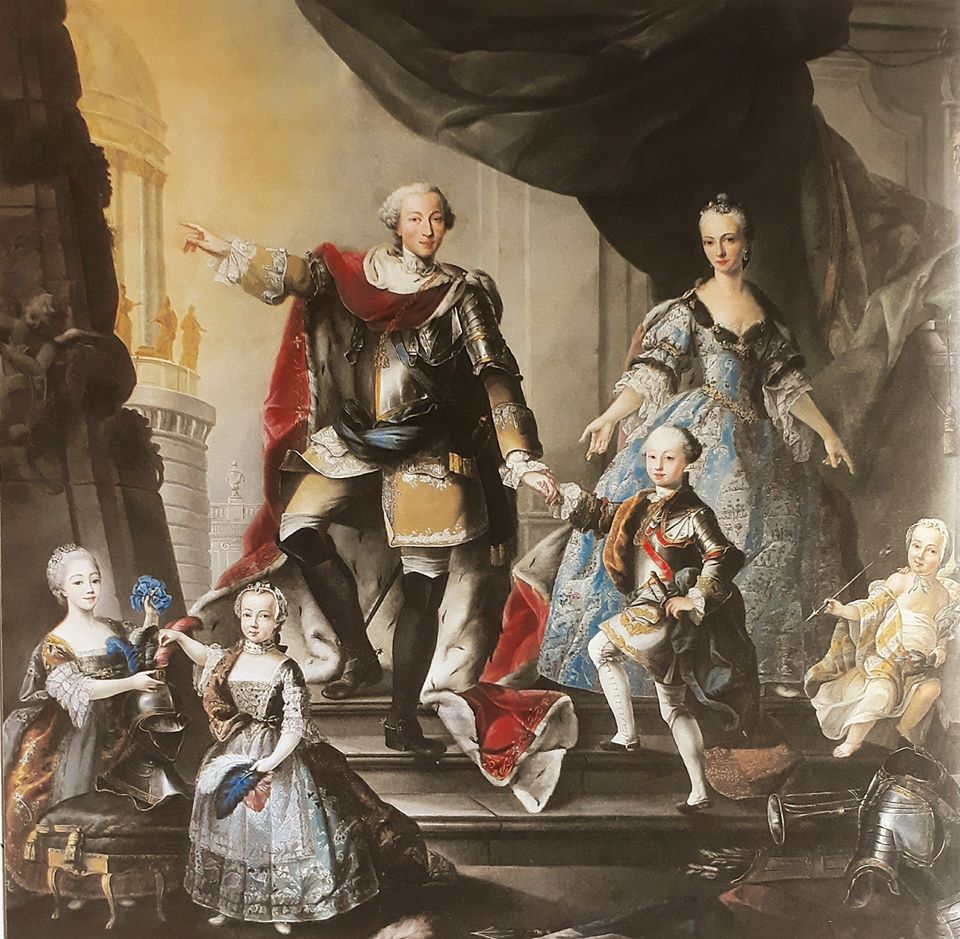
La famiglia di Vittorio Amedeo III, di Giuseppe Duprà, Palazzo Reale di Torino

1. Carlo Emanuele Ferdinando Maria (24 maggio 1751 - 6 ottobre 1819), re di Sardegna dal 1796 al 1802 con il nome di Carlo Emanuele IV, sposò Maria Clotilde di Borbone-Francia nel 1775;
2. Maria Elisabetta Carlotta (16 luglio 1752 - 17 aprile 1753), morì nell'infanzia;
3. Maria Giuseppina Luisa Benedetta (2 settembre 1753 - 13 novembre 1810), sposò nel 1771 Luigi di Borbone-Francia, che divenne re di Francia nel 1815, dopo la di lei morte, col nome di Luigi XVIII;
4. Amedeo Alessandro (5 ottobre 1754 - 29 aprile 1755), Duca di Monferrato, morì nell'infanzia;
5. Maria Teresa (31 gennaio 1756 - 2 giugno 1805), sposò nel 1773 Carlo di Borbone-Francia, che divenne re di Francia nel 1824, dopo la di lei morte, col nome di Carlo X;
6. Maria Anna Carolina Gabriella (17 dicembre 1757 - 11 ottobre 1824), sposò nel 1775 Benedetto di Savoia, divenuto duca del Chiablese nel 1741;
7. Vittorio Emanuele (24 luglio 1759 - 10 gennaio 1824), re di Sardegna dal 1802 al 1821 con il nome di Vittorio Emanuele I, sposò Maria Teresa d'Austria-Este nel 1789;
8. Maria Cristina Giuseppina (21 novembre 1760 - 19 maggio 1768), morì nell'infanzia;
9. Maurizio Giuseppe Maria (13 dicembre 1762 - 1º settembre 1799), Duca di Monferrato, morì celibe;
10. Maria Carolina Antonietta Adelaide (17 gennaio 1764 - 28 dicembre 1782), sposò nel 1781 Antonio di Sassonia, che divenne re di Sassonia nel 1827, dopo la di lei morte, col nome di Antonio I;
11. Carlo Felice Giuseppe Maria (6 aprile 1765 - 27 aprile 1831), re di Sardegna dal 1821 al 1831, ultimo del ramo primogenito della dinastia, sposò Maria Cristina di Borbone-Due Sicilie nel 1807;
12. Giuseppe Benedetto Maria Placido (5 ottobre 1766 - 29 ottobre 1802), conte di Moriana (-1796) e di Asti (1796-1802).

## Onorificenze

Monogramma reale

## Ascendenza
|                                                 |                             |                                                             | Genitori                                          |  |  | Nonni |  |  | Bisnonni                    |  |  | Trisnonni                   |  |
|                                                 |                             |                                                             |                                                   |  |  |       |  |  | Carlo Emanuele II di Savoia |  |  | Vittorio Amedeo I di Savoia |  |
|                                                 |                             |                                                             |                                                   |  |  |       |  |  | Carlo Emanuele II di Savoia |  |  | Vittorio Amedeo I di Savoia |  |
|                                                 |                             | Maria Cristina di Borbone-Francia                           |                                                   |  |  |       |  |  | Carlo Emanuele II di Savoia |  |  |                             |  |
| Vittorio Amedeo II di Savoia                    |                             |                                                             |                                                   |  |  |       |  |  | Carlo Emanuele II di Savoia |  |  |                             |  |
|                                                 |                             | Maria Giovanna Battista di Savoia-Nemours                   | Carlo Amedeo di Savoia-Nemours                    |  |  |       |  |  |                             |  |  |                             |  |
|                                                 |                             | Maria Giovanna Battista di Savoia-Nemours                   | Carlo Amedeo di Savoia-Nemours                    |  |  |       |  |  |                             |  |  |                             |  |
|                                                 |                             | Maria Giovanna Battista di Savoia-Nemours                   | Elisabetta di Borbone-Vendôme                     |  |  |       |  |  |                             |  |  |                             |  |
| Carlo Emanuele III di Savoia                    |                             | Maria Giovanna Battista di Savoia-Nemours                   |                                                   |  |  |       |  |  |                             |  |  |                             |  |
|                                                 |                             | Filippo I di Borbone-Orléans                                | Luigi XIII di Francia                             |  |  |       |  |  |                             |  |  |                             |  |
|                                                 |                             | Filippo I di Borbone-Orléans                                | Luigi XIII di Francia                             |  |  |       |  |  |                             |  |  |                             |  |
|                                                 |                             | Filippo I di Borbone-Orléans                                | Anna d'Austria                                    |  |  |       |  |  |                             |  |  |                             |  |
| Anna Maria d'Orléans                            |                             | Filippo I di Borbone-Orléans                                |                                                   |  |  |       |  |  |                             |  |  |                             |  |
|                                                 |                             | Enrichetta Anna Stuart                                      | Carlo I d'Inghilterra                             |  |  |       |  |  |                             |  |  |                             |  |
|                                                 |                             | Enrichetta Anna Stuart                                      | Carlo I d'Inghilterra                             |  |  |       |  |  |                             |  |  |                             |  |
|                                                 |                             | Enrichetta Anna Stuart                                      | Enrichetta Maria di Francia                       |  |  |       |  |  |                             |  |  |                             |  |
| Vittorio Amedeo III                             |                             | Enrichetta Anna Stuart                                      |                                                   |  |  |       |  |  |                             |  |  |                             |  |
|                                                 | Guglielmo d'Assia-Rotenburg | Ernesto d'Assia-Rheinfels                                   |                                                   |  |  |       |  |  |                             |  |  |                             |  |
|                                                 | Guglielmo d'Assia-Rotenburg | Ernesto d'Assia-Rheinfels                                   |                                                   |  |  |       |  |  |                             |  |  |                             |  |
|                                                 | Guglielmo d'Assia-Rotenburg | Maria Eleonora di Solms-Lich                                |                                                   |  |  |       |  |  |                             |  |  |                             |  |
| Ernesto Leopoldo di Assia-Rotenburg             | Guglielmo d'Assia-Rotenburg |                                                             |                                                   |  |  |       |  |  |                             |  |  |                             |  |
|                                                 |                             | Maria Anna di Löwenstein-Wertheim-Rochefort                 | Ferdinando Carlo di Löwenstein-Wertheim-Rochefort |  |  |       |  |  |                             |  |  |                             |  |
|                                                 |                             | Maria Anna di Löwenstein-Wertheim-Rochefort                 | Ferdinando Carlo di Löwenstein-Wertheim-Rochefort |  |  |       |  |  |                             |  |  |                             |  |
|                                                 |                             | Maria Anna di Löwenstein-Wertheim-Rochefort                 | Anna Maria di Fürstenberg-Heiligenberg            |  |  |       |  |  |                             |  |  |                             |  |
| Polissena d'Assia-Rheinfels-Rotenburg           |                             | Maria Anna di Löwenstein-Wertheim-Rochefort                 |                                                   |  |  |       |  |  |                             |  |  |                             |  |
|                                                 |                             | Massimiliano Carlo Alberto di Löwenstein-Wertheim-Rochefort | Ferdinando Carlo di Löwenstein-Wertheim-Rochefort |  |  |       |  |  |                             |  |  |                             |  |
|                                                 |                             | Massimiliano Carlo Alberto di Löwenstein-Wertheim-Rochefort | Ferdinando Carlo di Löwenstein-Wertheim-Rochefort |  |  |       |  |  |                             |  |  |                             |  |
|                                                 |                             | Massimiliano Carlo Alberto di Löwenstein-Wertheim-Rochefort | Anna Maria di Fürstenberg-Heiligenberg            |  |  |       |  |  |                             |  |  |                             |  |
| Eleonora Maria di Löwenstein-Wertheim-Rochefort |                             | Massimiliano Carlo Alberto di Löwenstein-Wertheim-Rochefort |                                                   |  |  |       |  |  |                             |  |  |                             |  |
|                                                 |                             | Polissena Maria Khuen von Lichtenberg und Belasi            | Matias Khuen von Lichtenberg und Belasi           |  |  |       |  |  |                             |  |  |                             |  |
|                                                 |                             | Polissena Maria Khuen von Lichtenberg und Belasi            | Matias Khuen von Lichtenberg und Belasi           |  |  |       |  |  |                             |  |  |                             |  |
|                                                 |                             | Polissena Maria Khuen von Lichtenberg und Belasi            | Anna Susanna von Meggau                           |  |  |       |  |  |                             |  |  |                             |  |
|                                                 |                             | Polissena Maria Khuen von Lichtenberg und Belasi            |                                                   |  |  |       |  |  |                             |  |  |                             |  |